# Галдин, Адриан Петрович
Адриан Петрович Галдин (1845—1922) — генерал-майор, донской казак, герой русско-турецкой войны 1877—1878 года.

## Биография
Адриан Галдин родился 26 августа 1845 года, происходил из донских казаков. Получив домашнее образование, Галдин 1 января 1864 года поступил на службу в 49-й Донской казачий полк и 22 сентября 1868 года был произведён в хорунжие. 27 июля 1872 года получил чин сотника.
В 1877 году в составе 30-го Донского казачьего полка Галдин принял участие в русско-турецкой войне. В июле 1877 года, находясь во главе сотни на Шипке близ Травно, он атаковал перевал Бедек при содействии двух рот 36-го пехотного Орловского полка, первый бросился на турецкие ложементы и овладел ими после рукопашного боя. 11 августа он был награждён орденом св. Георгия 4-й степени
В воздаяние за отличие, оказанное в деле с Турками на Янинском проходе, 2 Июля 1877 года, где, атаковав с одною спешенною сотнею Донского Казачьего № 30 полка укрепленную позицию, занятую вчетверо сильнейшим неприятелем, овладел укреплениями этой позиции и перевалом и отбросил неприятеля с высот. Кроме сего, в деле с Турками 5 Июля 1877 года, лично водил части в бой на укрепленные места и первым взошел в одно из них.
По получении сведений о наступлении армии Сулеймана-паши главнокомандующий великий князь Николай Николаевич Старший потребовал к себе Галдина и сказал: «Иди опять на Бедек, ты его взял, ты и защищай». Отправившись по назначению, Галдин участвовал в обороне Шипки и за боевые отличия был награждён орденами св. Анны 3-й степени с мечами и бантом и св. Владимира 4-й степени с мечами и бантом а также чином есаула (со старшинством от 9 августа). За декабрьский переход через Траянов перевал Галдин 14 августа 1878 года получил золотую шашку с надписью «За храбрость». В апреле 1878 года он с отличием участвовал во взятии 30-м Донским казачьим полком 53 турецких орудий при Караджиляре, за что в 1879 году ему был пожалован орден св. Станислава 2-й степени с мечами.
По окончании войны Галдин занимал должность помощника смотрителя рыбной ловли на Дону, 5 октября 1884 года произведён в войсковые старшины и 30 августа 1893 года с производством в подполковники вышел в отставку.
С началом русско-японской войны Адриан Петрович Галдин вновь поступил на службу и за отличие в делах против японцев был награждён орденом Святой Анны 2-й степени с мечами и чином полковника (со старшинством от 17 сентября 1905 года). 17 сентября 1905 года Галдин принял в командование 26-й Донской казачий полк, по демобилизации которого 15 июля 1906 года был зачислен в комплект льготных Донских казачьих полков.
24 марта 1907 года Галдин вернулся к строевой службе, поскольку был назначен командиром 21-го Донского казачьего полка. В 1908 году он вновь был зачислен на льготу и 22 мая 1910 года из-за преклонного возраста уволен в отставку с производством в генерал-майоры.
После начала Первой мировой войны Галдин определён в кадры армии из отставки и с 22 октября 1914 года командовал 34-м Донским казачьим полком. За отличия в боях в августе 1915 года награждён орденом Святого Станислава 1-й степени с мечами. С 24 марта 1917 года состоял в распоряжении войскового начальства.
Адриан Петрович Галдин скончался 28 апреля 1922 года в городе Новочеркасске.